# Amir Szapurzade
Amir Szapurzade (ur. 19 września 1982 w Teheranie) – irański piłkarz występujący na pozycji pomocnika.
W barwach Hansy Rostock rozegrał 16 spotkań w Bundeslidze, a swój pierwszy mecz rozegrał w niej 21 maja 2005 przeciwko Borussii Dortmund (1:2).
W reprezentacji Iranu zadebiutował 16 czerwca 2007 w zremisowanym 0:0 pojedynku Pucharu Azji Zachodniej z Irakiem. Drużyna Iranu triumfowała w tamtym turnieju. W latach 2007–2008 w drużynie narodowej wystąpił cztery razy.

## Statystyki ligowe
| Rozgrywki            | Poziom | Kraj   | Mecze | Gole |
| -------------------- | ------ | ------ | ----- | ---- |
| Bundesliga           | I      | Niemcy | 16    | 0    |
| 2. Bundesliga        | II     | Niemcy | 62    | 6    |
| Regionalliga 3. Liga | III    | Niemcy | 68    | 10   |
| Iran Pro League      | I      | Iran   | 50    | 4    |